# Kajsa Bergström
Kajsa Bergström (née le 3 janvier 1981 à Sveg) est une curleuse suédoise. Elle est la sœur d'Anna Le Moine.

## Palmarès

### Jeux olympiques
| Épreuve / Édition | Vancouver 2010 |
| Curling           | Or             |

### Championnats du monde
| Épreuve / Édition | Gangneung 2009 |
| Curling           | Argent         |